# Sighiștel
Sighiștel (veraltet Șighiștel, Segheștel; ungarisch Kisszegyesd oder auch Szegyestel und Fonókismezős) ist ein Dorf im Kreis Bihor in Rumänien. Es ist Teil der Gemeinde Câmpani.

## Geographische Lage

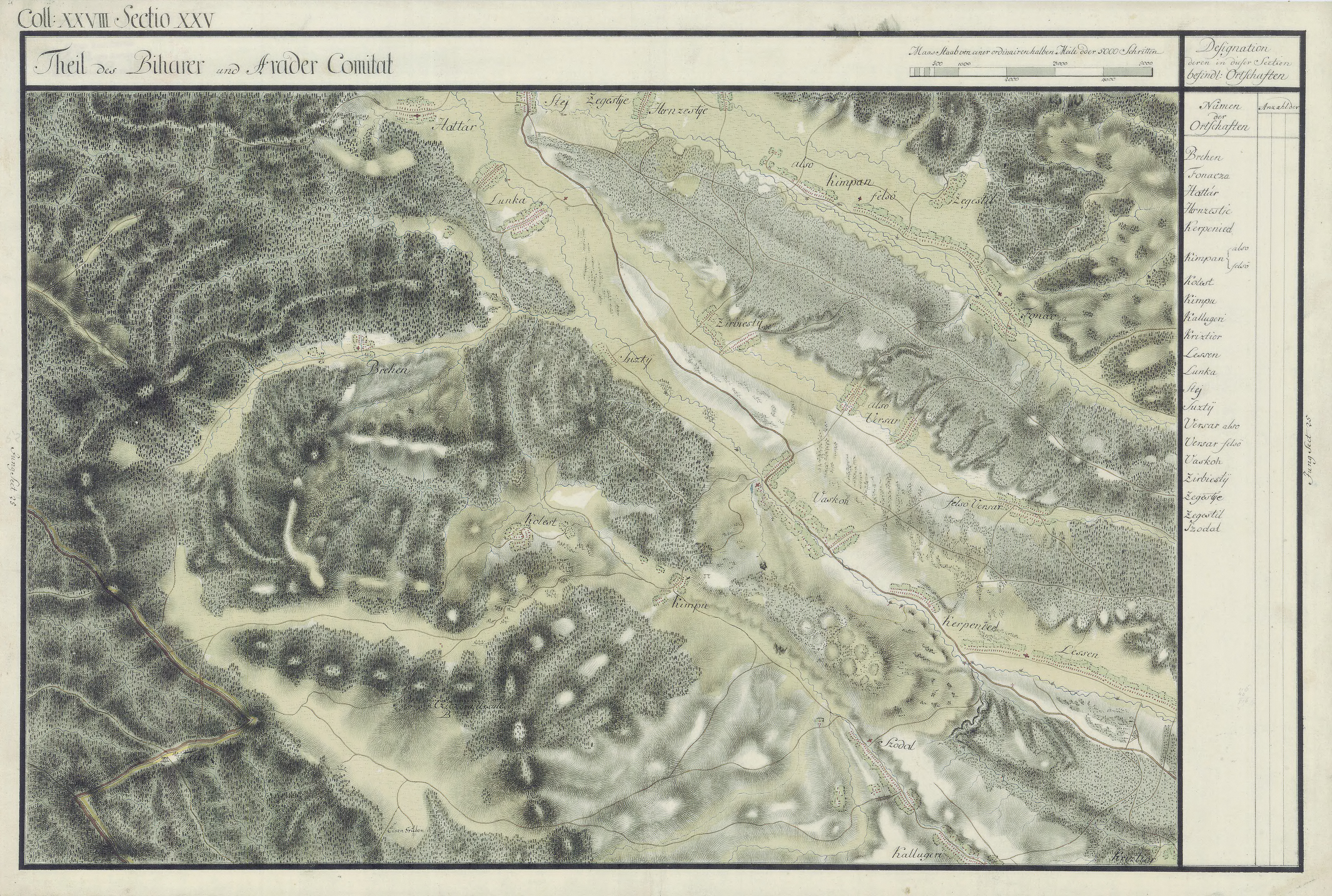
Sighiștel (Zegestil), in der Josephinischen Landaufnahme von 1782 bis 1785.

Im Nordwesten Rumäniens im historischen Kreischland, liegt das Dorf am gleichnamigen Fluss und an der Dorfstraße DC 257 etwa drei Kilometer vom Gemeindezentrum; die nächstgelegene Kleinstadt Ștei liegt neun Kilometer westlich von Sighiștel entfernt.

## Geschichte
Die früheste urkundliche Erwähnung des Ortes stammt aus dem Jahr 1598.

## Demographie
| 1880 | 288 | 284 | - | - | 4 |
| 1910 | 384 | 379 | - | 5 | - |
| 1930 | 407 | 401 | 6 | - | - |
| 1966 | 431 | 431 | - | - | - |
| 2002 | 361 | 360 | - | - | 1 |
| 2011 | 318 | 314 | - | - | 4 |

## Sehenswürdigkeiten
Das 9,9 Hektar große Sighiștel-Tal ist eine Touristenattraktion mit Schluchten und Höhlen im Nordwesten des Apuseni Naturparks und seit 1971 ein Naturschutzgebiet in Rumänien.